# Torhout
Torhout (západovlámsky Toeroet) je obec v provincii Západní Flandry v Belgii. K 1. lednu 2019 v ní žilo 20 463 obyvatel.

## Historie
Archeologické nálezy, které pochází z období vlády Římské říše, ukazují, že je Torhout jednou z nejstarších obcí ve Flandrech a existovala již v 2. století př. n. l.
Ve zdejším klášteře byly, kolem let 303 až 305, uchovány ostatky mučedníka svatého Donaciána, které byly roku 863 převezeny do Brugg.

## Pamětihodnosti
- Kostel sv. Petra v okovech, románská trojlodní stavba s jednou mohutnou věží v průčelí z 11. století
- Vodní zámek Wijnendale

## Osobnosti
- Rimbert (830–888) – arcibiskup v Brémách a Hamburku
- Filip Klevský (1456–1528) – pán z Ravensteinu a Winnendahlu
- Jacob Obrecht (1499–1506) – skladatel a kněz
- Karel Van Wijnendaele (1882–1961) – sportovní žurnalista
- Gilles Gérard Meersseman (1903–1988) – katolický teolog
- Bjarne Vanacker (1997–2017) – závodní cyklista

## Galerie

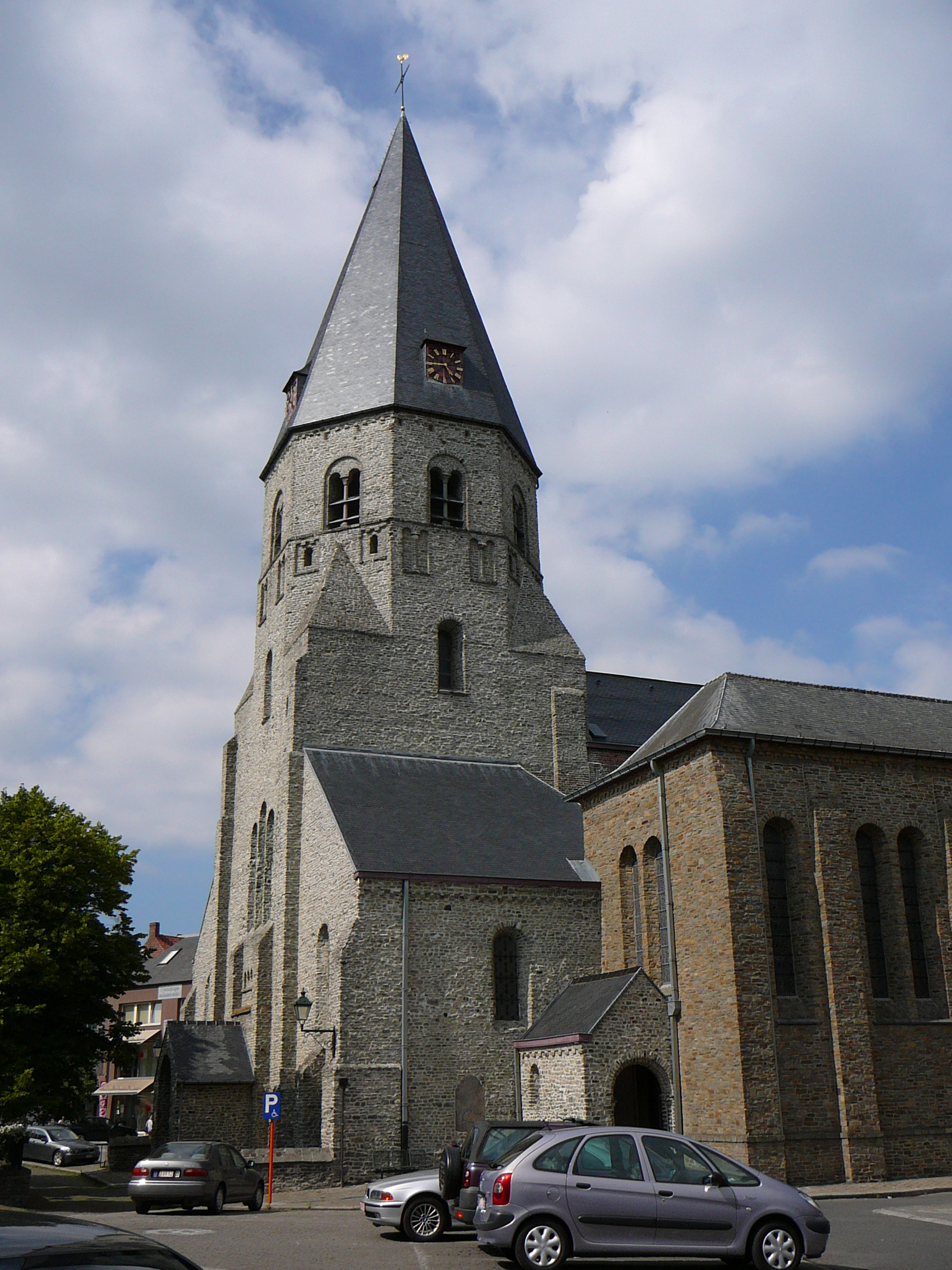
Kostel sv. Petra
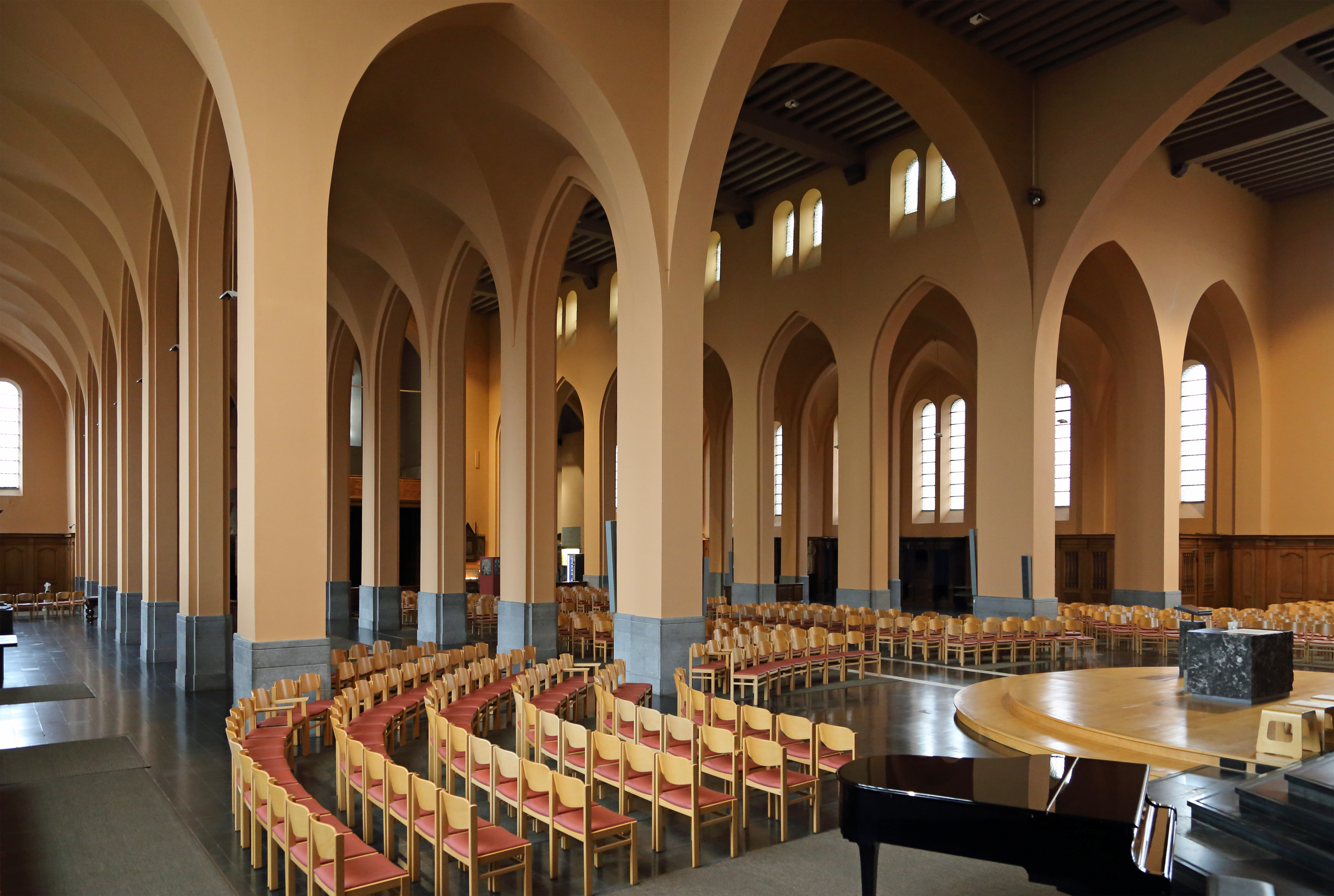
Kostel sv. Petra, interiér
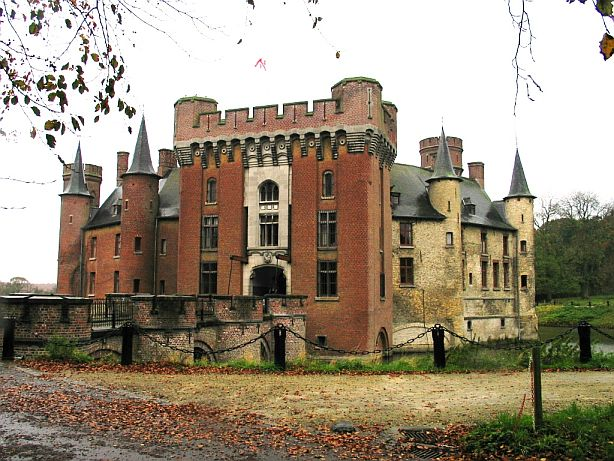
Zámek Wijnendale
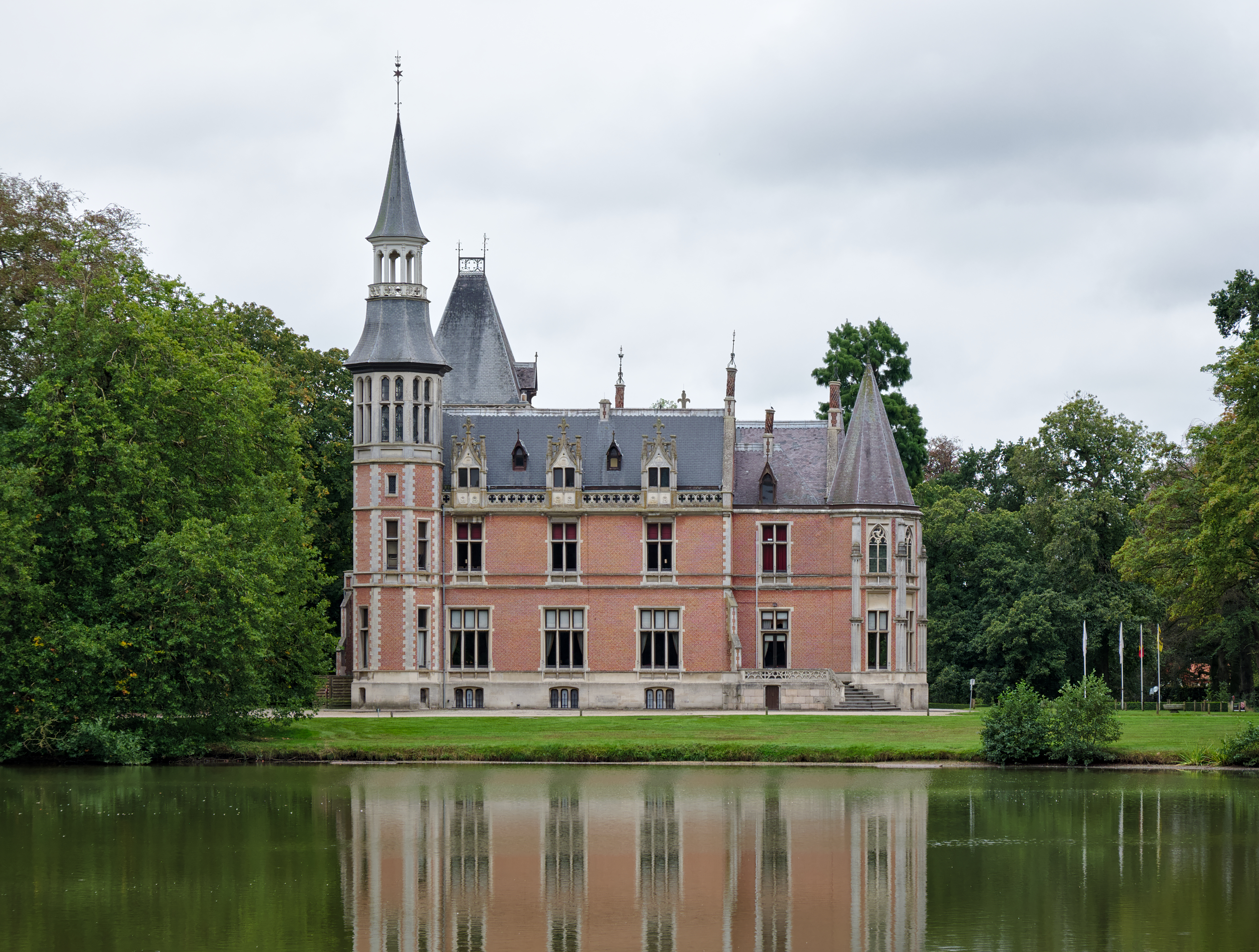
Zámek Aertrycke